# Tetrazygia impressa
Tetrazygia impressa är en tvåhjärtbladig växtart som beskrevs av Ignatz Urban. Tetrazygia impressa ingår i släktet Tetrazygia och familjen Melastomataceae. Inga underarter finns listade i Catalogue of Life.